# Pîșkivți, Buceaci
Pîșkivți (în ucraineană Пишківці) este o comună în raionul Buceaci, regiunea Ternopil, Ucraina, formată numai din satul de reședință.

## Demografie
Componența lingvistică a comunei Pîșkivți
     Ucraineană (99,77%)
     Alte limbi (0,23%)
Conform recensământului din 2001, majoritatea populației comunei Pîșkivți era vorbitoare de ucraineană (99,77%), existând în minoritate și vorbitori de alte limbi.